# Генуции
Генуциите (на латински: Genucia; Genucius) са патрицииска фамилия от Древен Рим.
Техните когномен са Авентиненсис, Авгурин, Ципот и Клепсина. (Aventinensis, Augurinus, Cipos, Clepsina). През 342 пр.н.е. народният трибун Луций Генуций предлага закона Генуция (Leges Genuciae, Lex Genucia).
Известни от фамилията:
- Гней Генуций, народен трибун 473 пр.н.е.
- Тит Генуций Авгурин, консул 451 пр.н.е.
- Марк Генуций Авгурин, консул 445 пр.н.е.
- Гней Генуций Авгурин, консулски военен трибун 399 и 396 пр.н.е.
- Луций Генуций Авентиненсис (консул 365 пр.н.е.), консул 365 и 362 пр.н.е.
- Гней Генуций Авентиненсис, консул 363 пр.н.е.
- Луций Генуций, народен трибун, 342 пр.н.е. закона Генуция
- Луций Генуций Авентиненсис (консул 303 пр.н.е.), консул 303 пр.н.е.
- Луций Генуций Клепсина, римски консул 276 и 270 пр.н.е.
- Гай Генуций Клепсина, консул 271 пр.н.е.